# Atomaria godarti
Atomaria godarti là một loài bọ cánh cứng trong họ Cryptophagidae. Loài này được Guillebeau miêu tả khoa học năm 1885.